# Chevrolet Camaro
Chevrolet Camaro – samochód sportowy typu pony car klasy średniej produkowany pod amerykańską marką Chevrolet w latach 1966–2002 oraz ponownie 2008–2023.

## Historia
W kwietniu 1965 roku w prasie motoryzacyjnej ogłoszono, że Chevrolet przygotowuje konkurencję dla popularnego pony cara konkurencyjnego Ford Motor Company, modelu Mustang. Projekt General Motors otrzymał kod XP-836, a kilka pierwszych zdjęć nadwozia modelu opatrzonych było podpisem „Chaparral”.  Ostatecznie samochód otrzymał nazwę Chevrolet Camaro. Początkowo uważano, że słowo „Camaro” nie ma żadnego znaczenia, jednak specjaliści od GM odnaleźli to słowo w słowniku języka francuskiego. Używane w slangu znaczy ono „przyjaciel” lub „kompan”. 
Prasa motoryzacyjna zapytała przedstawiciela Chevroleta „Czym jest Camaro?”, na co otrzymała odpowiedź „To małe, złośliwe zwierzę, które zjada Mustangi”. Nazwa Camaro była również dopasowana do nazewnictwa Chevroleta stosowanego w tamtym czasie – większość nazw jego modeli zaczynała się na „C” (Corvair, Chevelle, Chevy II i Corvette).

## Pierwsza generacja

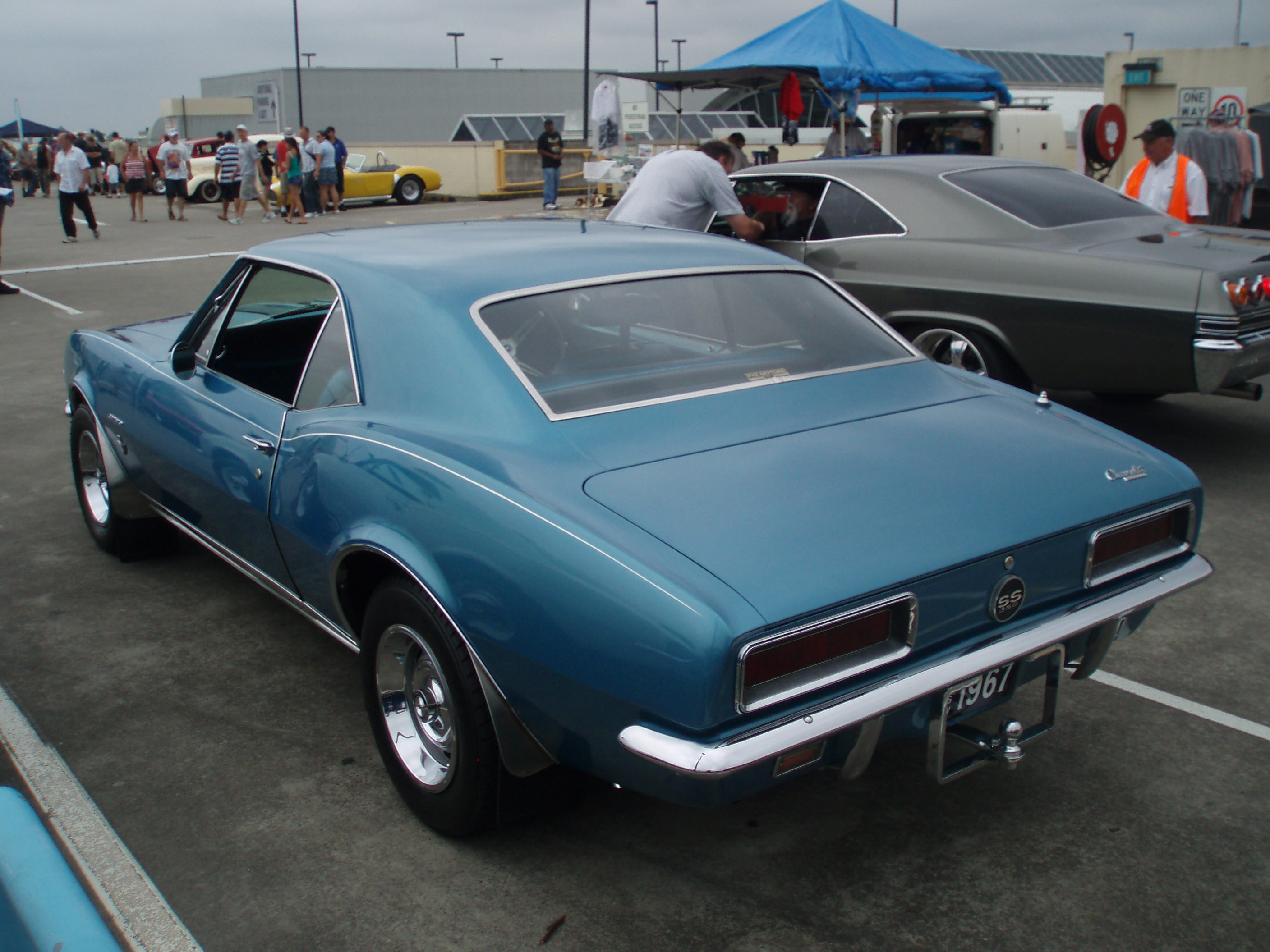
Chevrolet Camaro I – tył

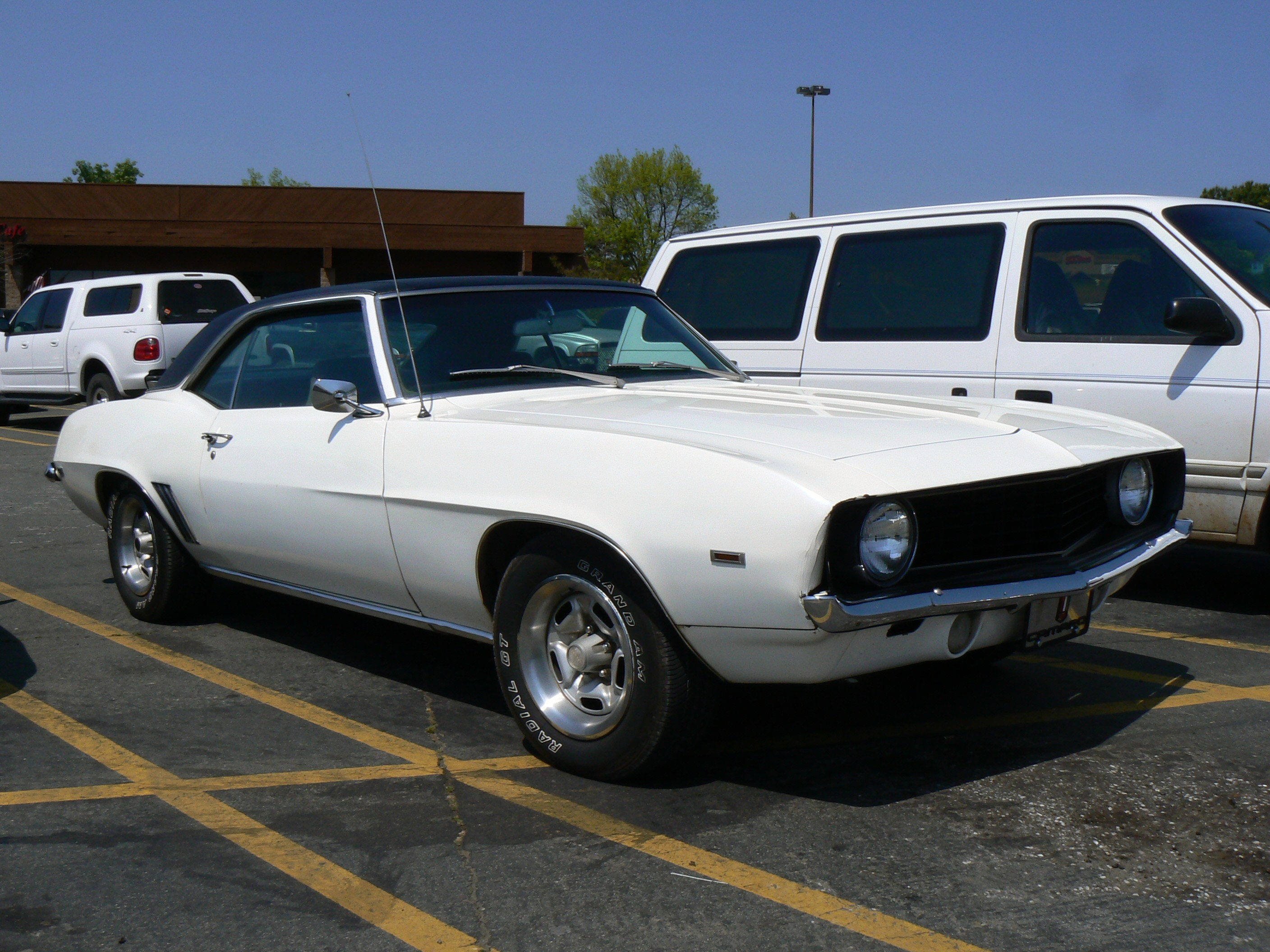
Chevrolet Camaro I po liftingu

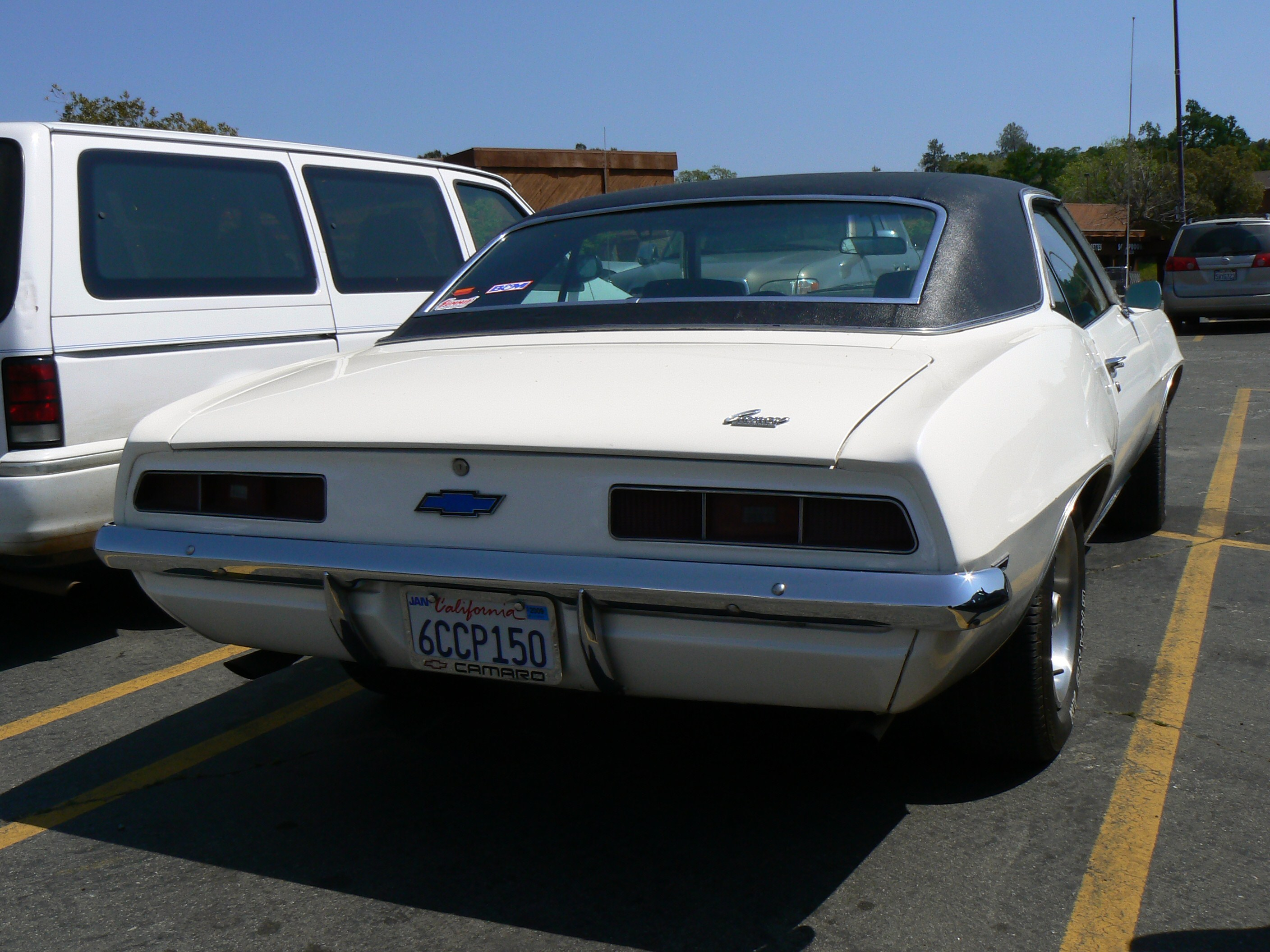
Chevrolet Camaro I – tył po liftingu

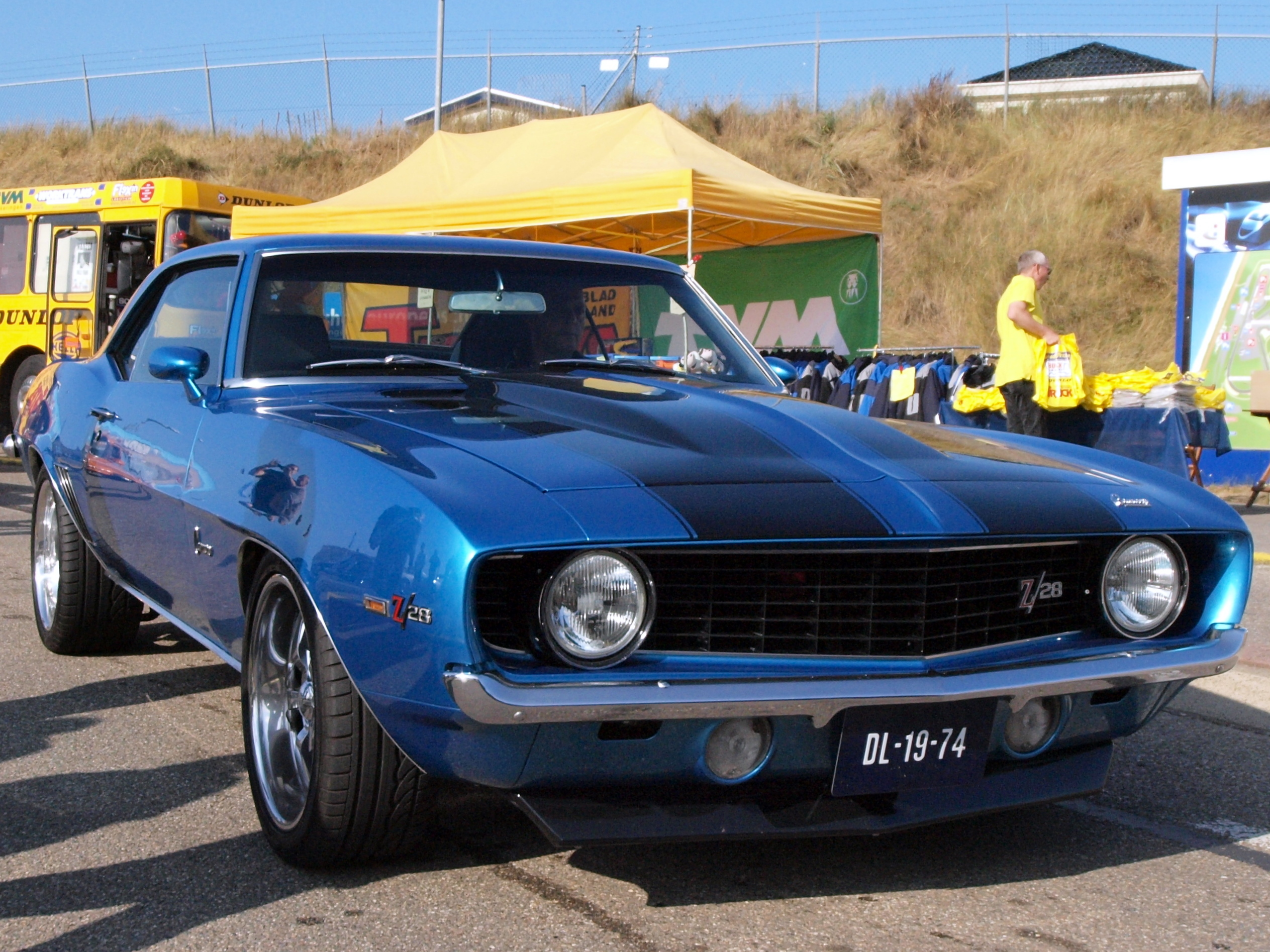
Chevrolet Camaro I Z28

Chevrolet Camaro I został po raz pierwszy zaprezentowany w 1966 roku.
Produkcja pierwszego pony cara Chevroleta odbyła się na krótko po premierze modelu, pod koniec września 1966 roku Pierwsza generacja Camaro została zbudowana na płycie podłogowej koncernu General Motors o nazwie F-body z wykorzystaniem elementów mechanicznych  osobowego modelu Nova.
Pod kątem stylistycznym Camaro I wyróżniało się proporcjami nadwozia podobnymi do konkurencyjnego Dodge'a Challengera i Forda Mustanga w postaci podłużnej przedniej maski, krótkiego zwisu tylnego oraz muskularnych, wyraźnie zaznaczonych nadkoli.
Camaro SS zawierało zmodyfikowany silnik V8 o pojemności 5,7 litra (350 KM) oraz jednostkę big-block V8 L35 o pojemności 6,5 litra. SS cechowały dodatkowe wloty powietrza na masce, specjalne pasy malowane na karoserii i znaczki SS znajdujące się na przednim grillu, bagażniku, klaksonie oraz wlewie paliwa. Camaro było przygotowane jako samochód bezpieczeństwa do wyścigu Indianapolis 500.

### Restylizacje
Podczas trwającej 3 lata produkcji pierwszej generacji Chevroleta Camaro, samochód przeszedł dwie restylizacje, z czego największa przypadła na 1968 rok. W jej ramach zmienił się wygląd pasa przedniego na rzecz pojedynczych reflektorów. Zmieniono też wygląd tylnej części nadwozia, montując dłuższe lampy.

### Wersje wyposażeniowe
- RS
- SS
- Z/28
- SS/RS

### Silniki
- R6 3.8L L26
- R6 4.1L L22
- V8 4.6L Small-Block
- V8 4.9L Z28
- V8 5.0L L14
- V8 5.4L LF7
- V8 5.7L LM1
- V8 5.7L L48
- V8 6.5L L34
- V8 7.0L L72
- V8 8.4L

## Druga generacja

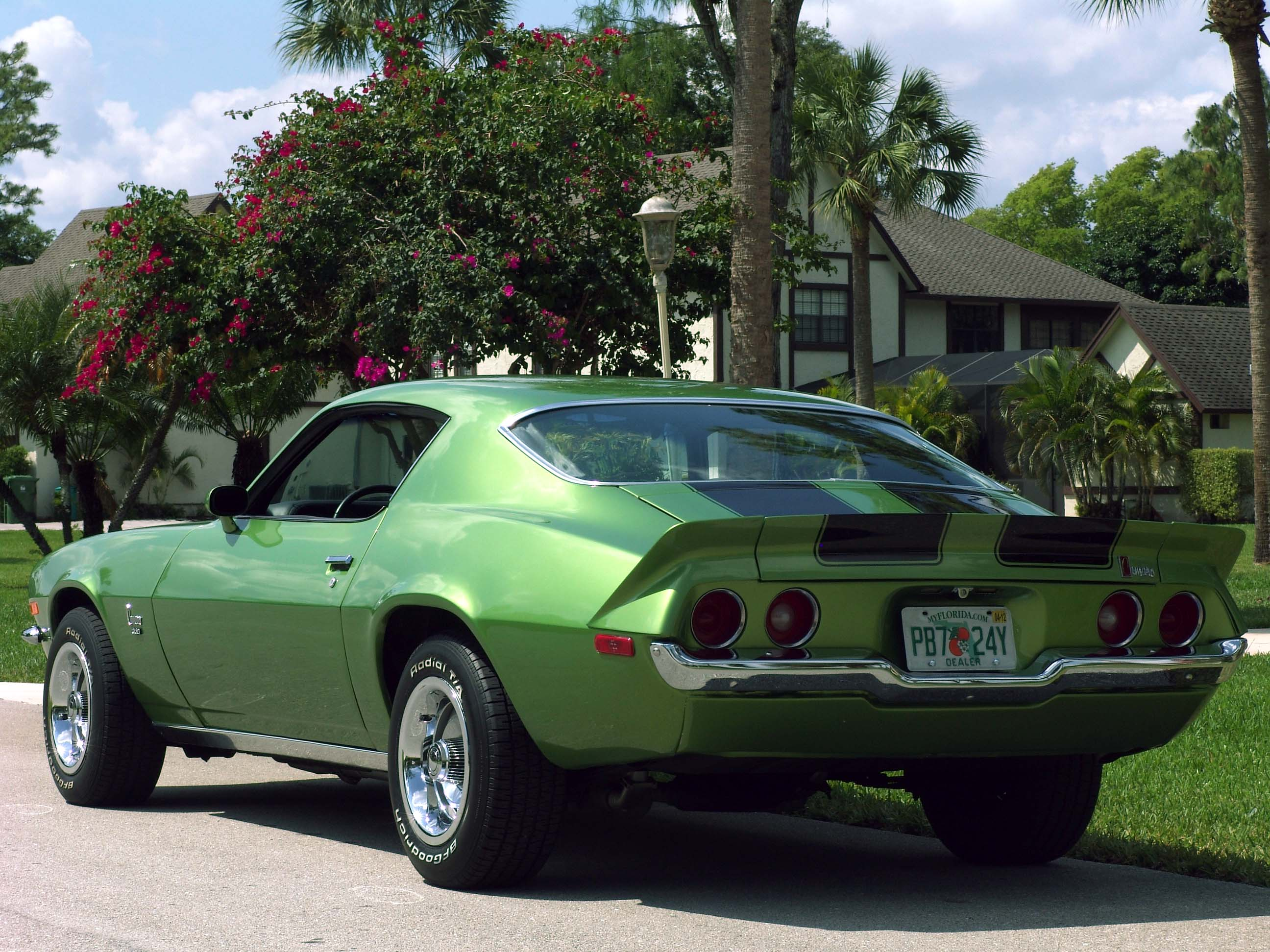
Chevrolet Camaro II SS – tył

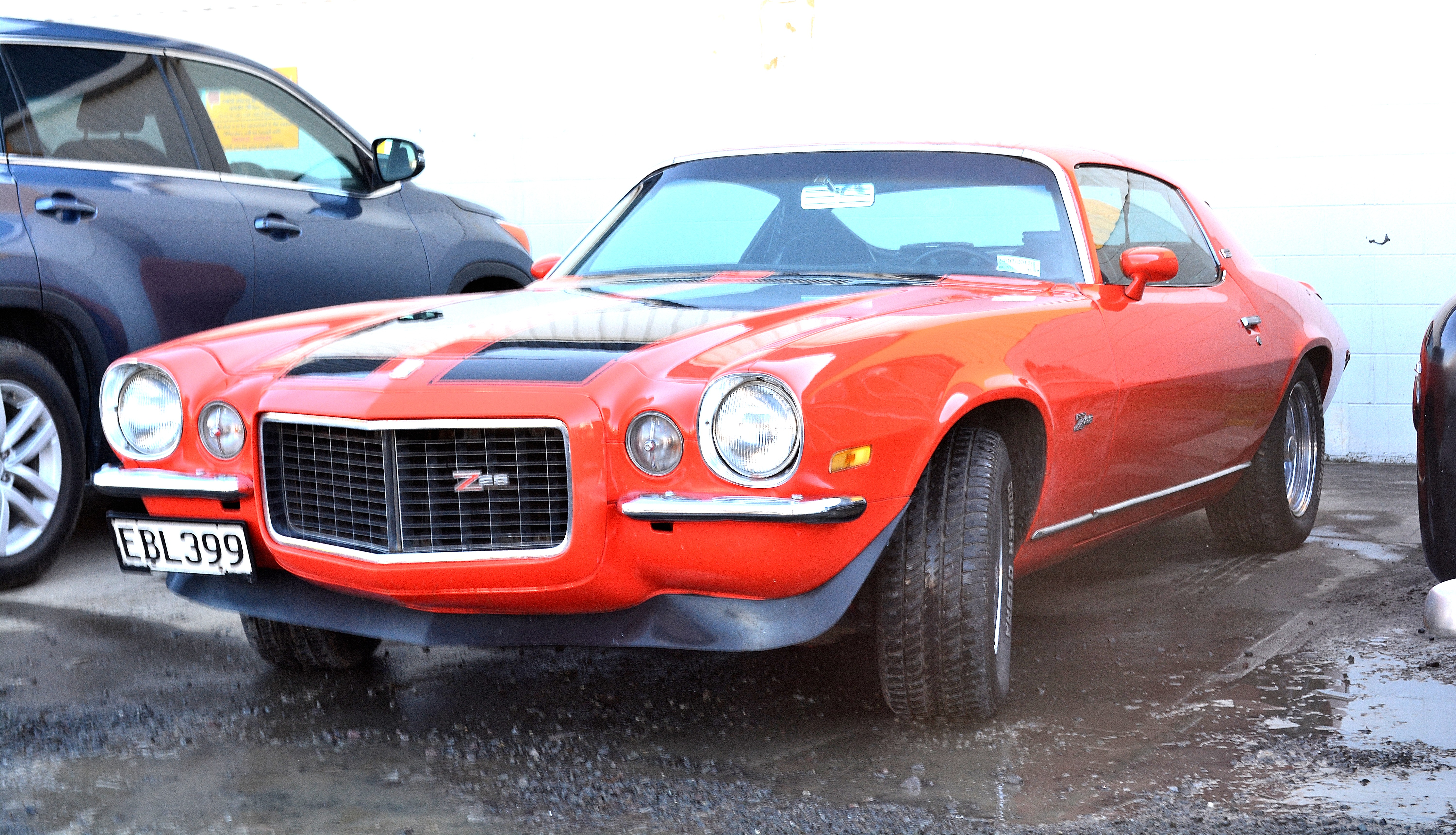
Chevrolet Camaro II SS po liftingu

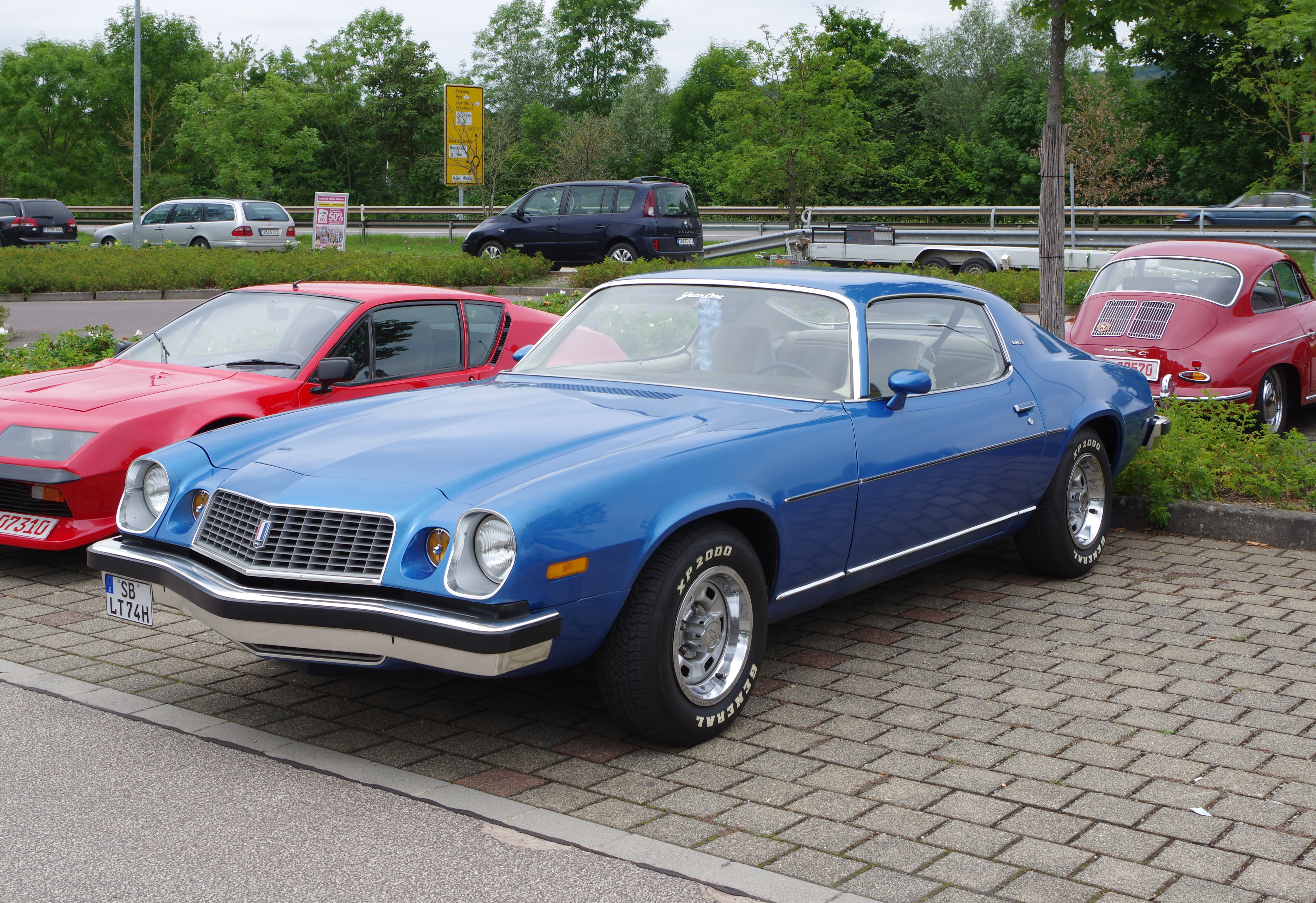
Chevrolet Camaro II SS po trzecim liftingu

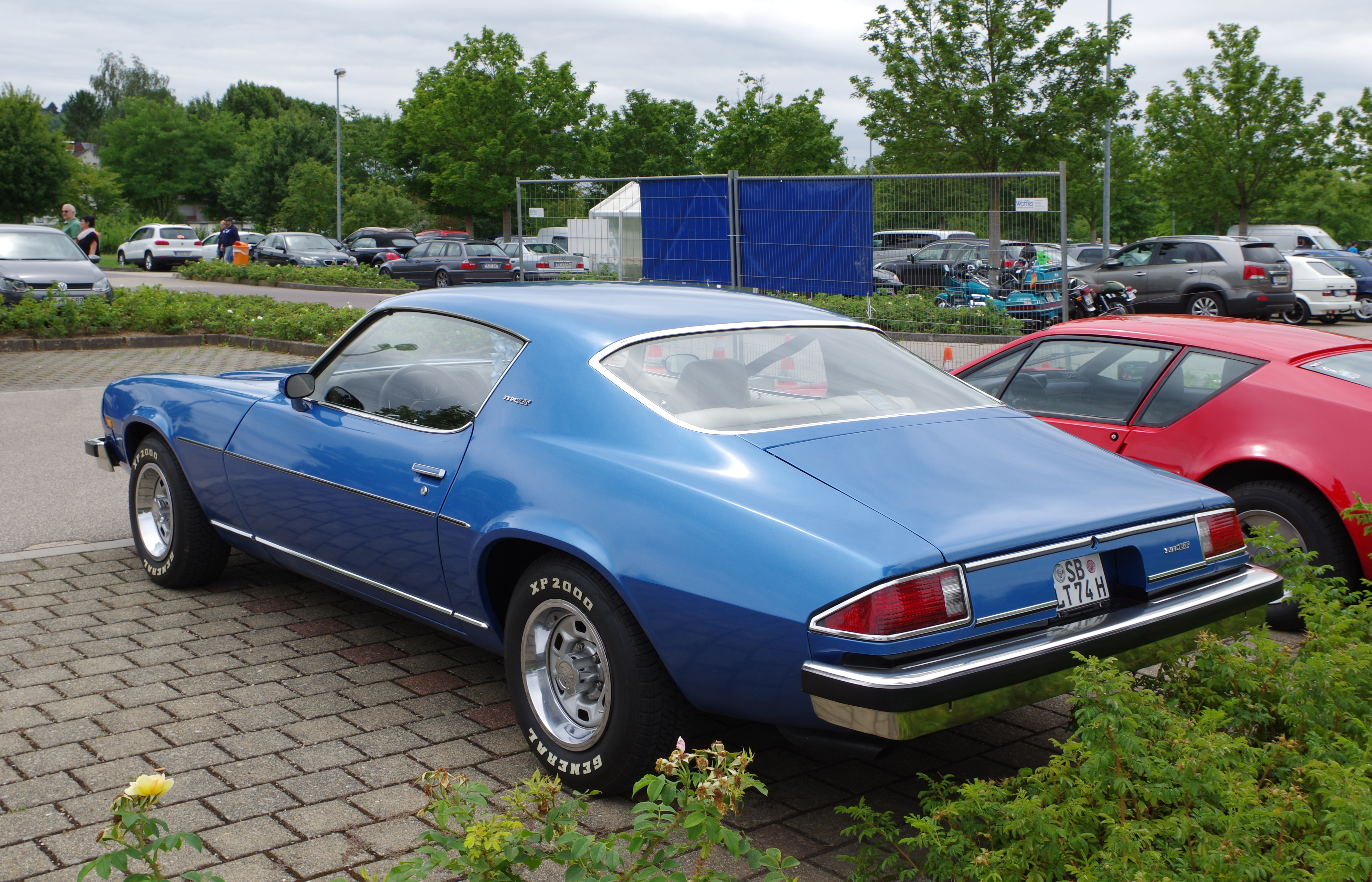
Chevrolet Camaro II SS – tył po trzecim liftingu

Chevrolet Camaro II wprowadzony został na rynek w lutym 1970 roku.
Opracowując drugą generację Camaro, Chevrolet zdecydował się ponownie zastosować platformę F-body używaną już w poprzedniku. Poza tym elementem, pony car amerykańskiego producenta zyskał zupełnie nowy projekt nadwozia.
Samochód stał się masywniejszy, zyskując charakterystyczną, płynną sylwetkę z szeroko rozstawionymi reflektorami w tubalnie zakończonych błotnikach oraz dużym wlotem powietrza w centralnym punkcie pasa przedniego przedzielonym chromowanym zderzakiem. Gwałtownie opadającą tylną część nadwozia zdobił z kolei spojler oraz podwójne, okrągłe reflektory.

### Restylizacje
Podczas trwającej 11 lat produkcji Chevroleta Camaro drugiej generacji, samochód przeszedł liczne restylizacje wyglądu zewnętrznego. W ramach pierwszej, przeprowadzonej w 1971 roku, z pasa przedniego zniknął chromowany zderzak, przez co duży wlot powietrza został wyraźniej zaakcentowany.
Rok później, w roku 1972, Camaro II przeszło znacznie obszerniejsze zmiany w wyglądzie. Pojawił się nowy, bardziej ścięty przód z niższym i szerszym wlotem powietrza, a także innymi, jednoczęściowymi lampami tylnymi. Projekt ten rozwinięto dwa lata później, zmieniając wypełnienie atrapy chłodnicy, a także wygląd zderzaka. W 1976 roku rozbudowano przednie oświetlenie o dodatkową parę kloszy, z kolei ostatnią restylizacją była ponowna zmiana wypełnienia atrapy chłodnicy.

### Wersje wyposażeniowe
- RS
- SS
- Z71
- Z28
- TYPE LT

### Silniki
- R6 3.8L
- R6 4.1L
- V6 3.8L
- V8 5.0L
- V8 5.7L
- V8 6.5L
- V8 6.6L

## Trzecia generacja

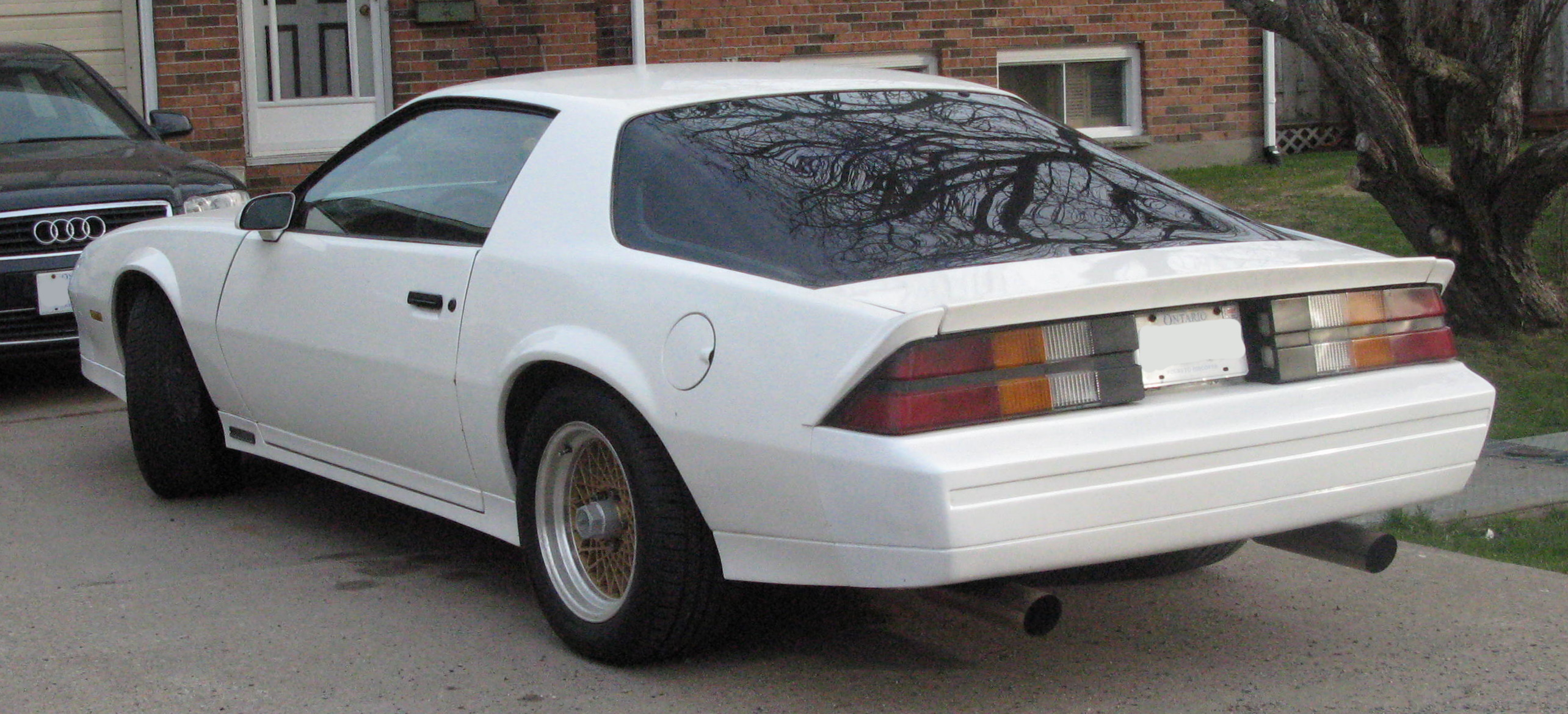
Chevrolet Camaro III – tył

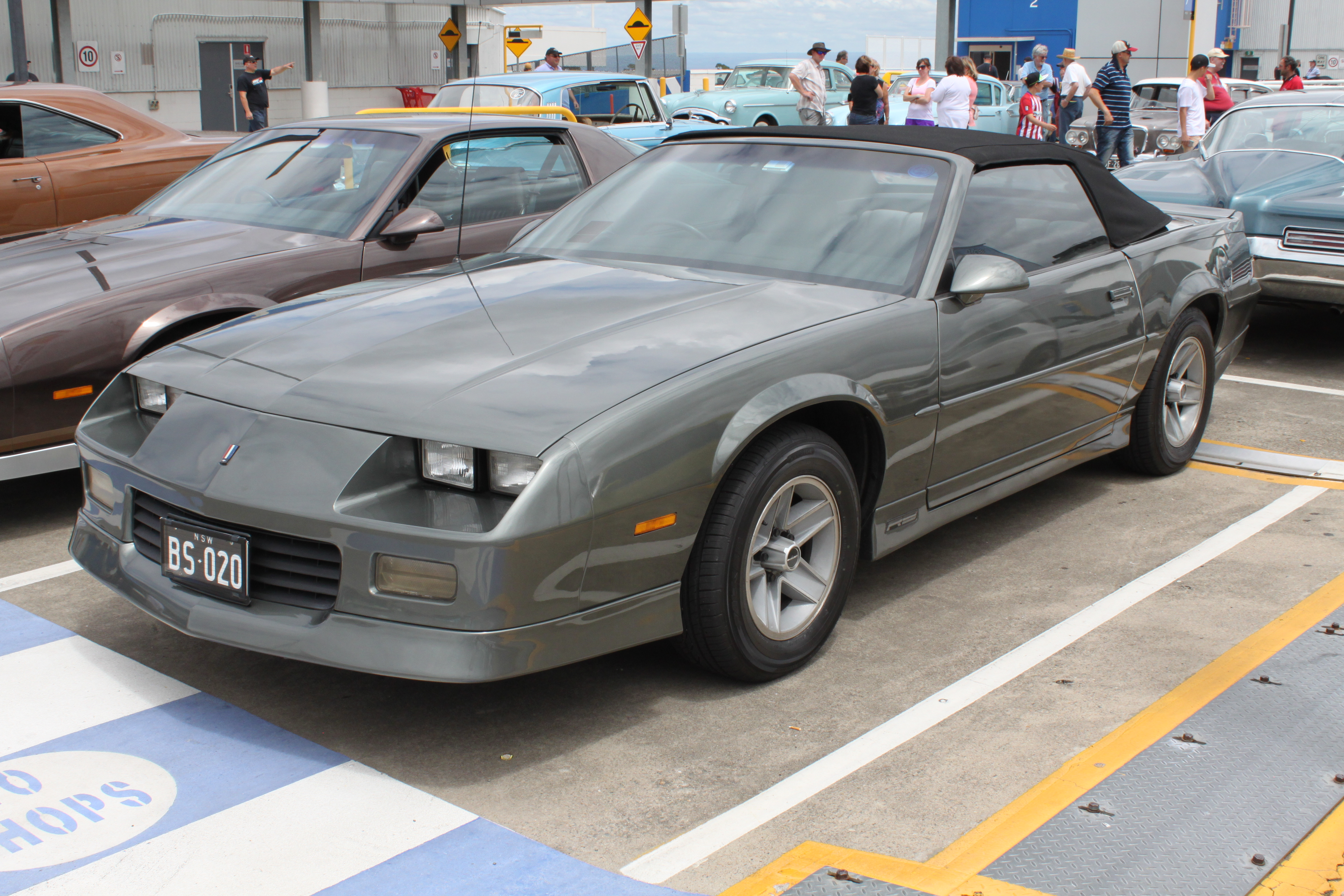
Chevrolet Camaro III Cabrio

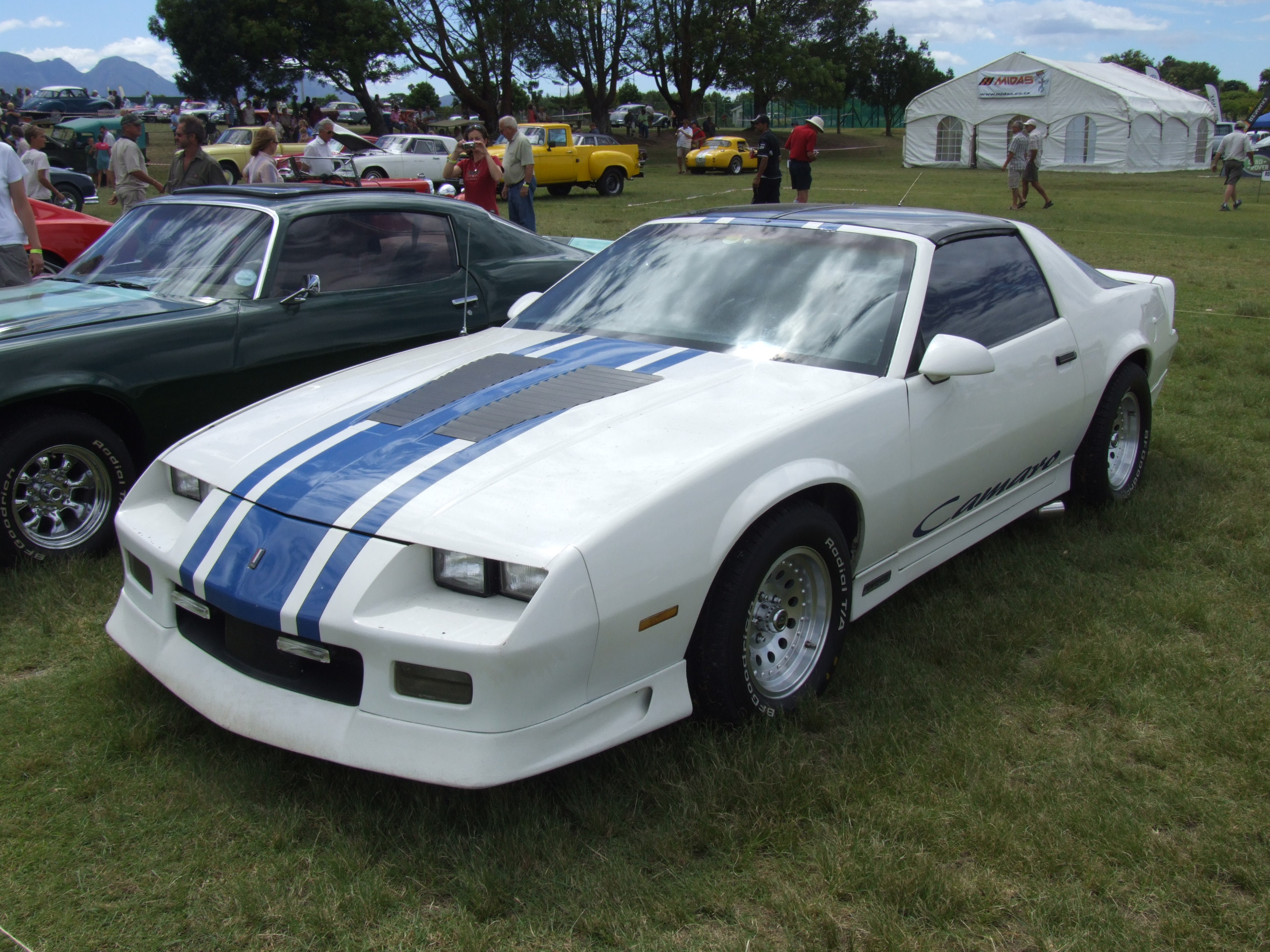
Chevrolet Camaro III Z28

Chevrolet Camaro III został zaprezentowany po raz pierwszy w 1981 roku.
Trzecia, gruntownie zrestylizowana generacja Camaro, ponownie powstała w oparciu o platformę F-body koncernu General Motors. Jednocześnie, samochód przeszedł obszerne zmiany w projekcie nadwozia, a także po raz pierwszy pojawiły się silniki z fabrycznym wtryskiem paliwa. Modyfikacje w układzie kierowniczym oraz hamulcowym poprawiły jakość prowadzenia, za to zmiany w konstrukcji ułatwiły obniżenie masy całkowitej.
Karoseria zyskała charakterystyczne, bardziej kanciaste i awangardowe kształty, z charakterystycznymi, kanciastymi, głęboko osadzonymi reflektorami, a także szpiczasto ukształtowanym pasem. Z tyłu pojawiły się z kolei strzeliste, ostro zakończone lampy. Po raz pierwszy klapa bagażnika unosiła się razem z szybą, zapewniając lepszy dostęp do przedziału bagażowego.
Po raz pierwszy w modelu Camaro zastosowano silniki czterocylindrowe, które w 1985 roku zostały wycofane z oferty. Pojawiły się także po raz pierwszy 16-calowe koła (począwszy od roku 1985, jako standard w IROC-Z i opcja w Z-28) oraz trzecie światło stopu na tylnej szybie, a później za nią (począwszy od roku 1986).
W czasie produkcji trzeciej generacji (w latach 1985–1990) dostępny był słynny model IROC-Z nazwany tak na cześć serii wyścigów International Race of Champions, w których, w tym okresie, Chevrolet Camaro był standardowym samochodem uczestników. IROC-Z wyposażony był w zmodyfikowane zawieszenie oraz silnik o pojemności 5,7 litra.
Podczas 11 lat rynkowej obecności trzeciej generacji, Camaro przeszło jedynie drobne modyfikacje obejmujące wystrój wnętrza, wyposażenie standardowe czy detale zewnętrzne, bez poważniejszych zmian w wyglądzie nadwozia.

### Wersje wyposażeniowe
- LT
- RS
- Z-28
- IROC-Z

### Silniki
- R4 2.5L LQ8
- V6 2.8L LC1
- V6 2.8L LB8
- V6 3.1L LH0
- V8 5.0L LU5
- V8 5.7L L98

## Czwarta generacja

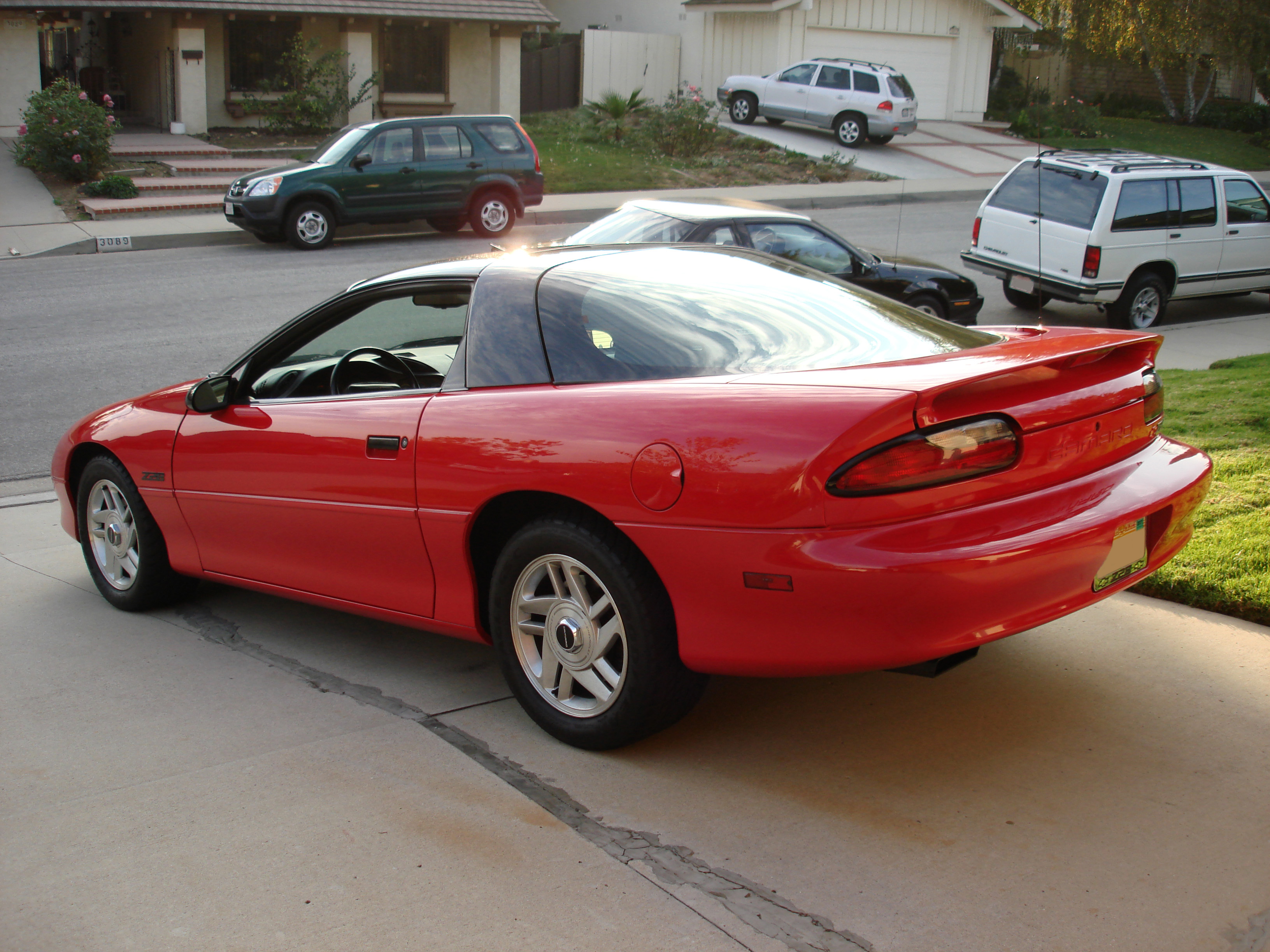
Chevrolet Camaro IV Z28 – tył

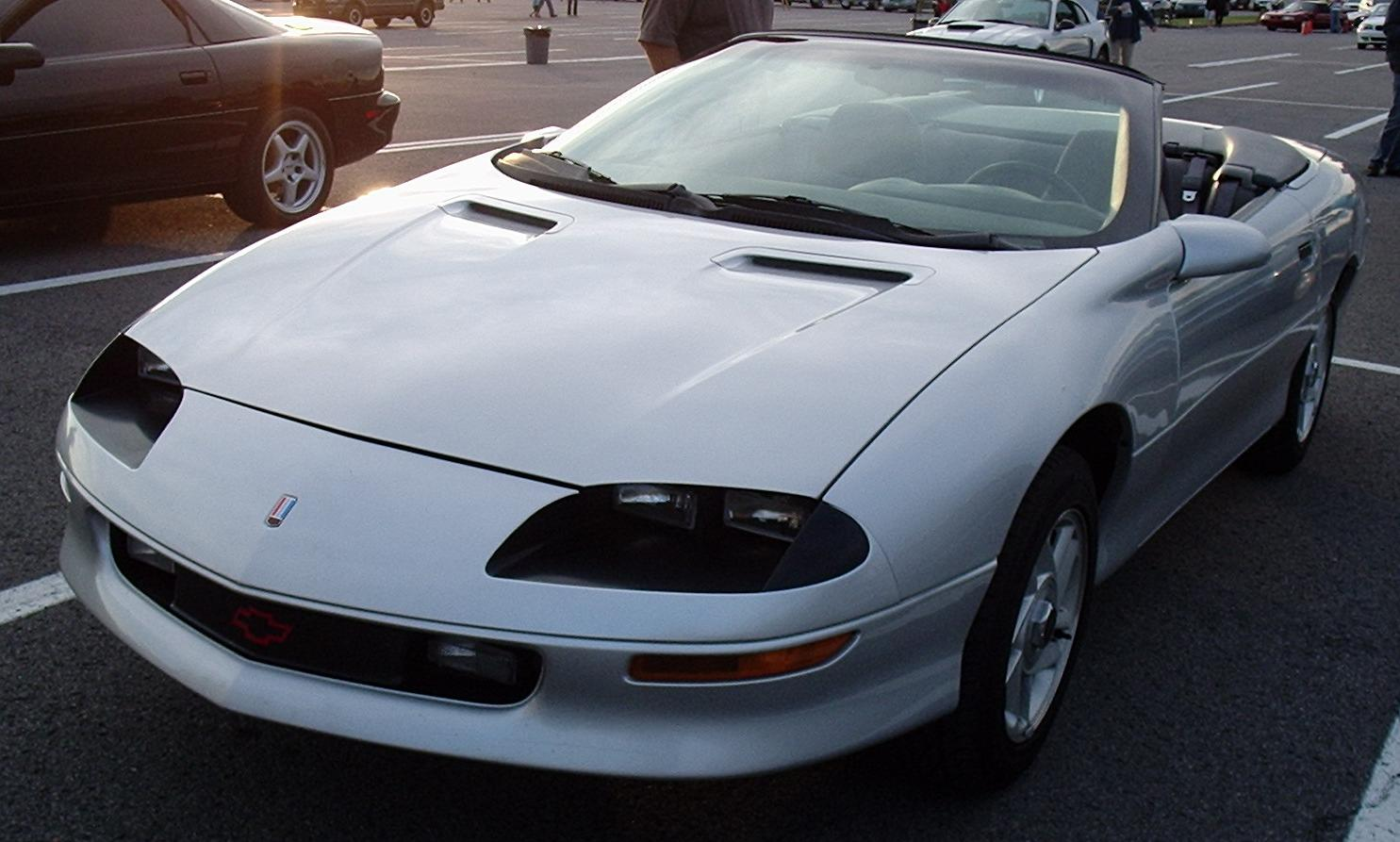
Chevrolet Camaro IV Cabrio

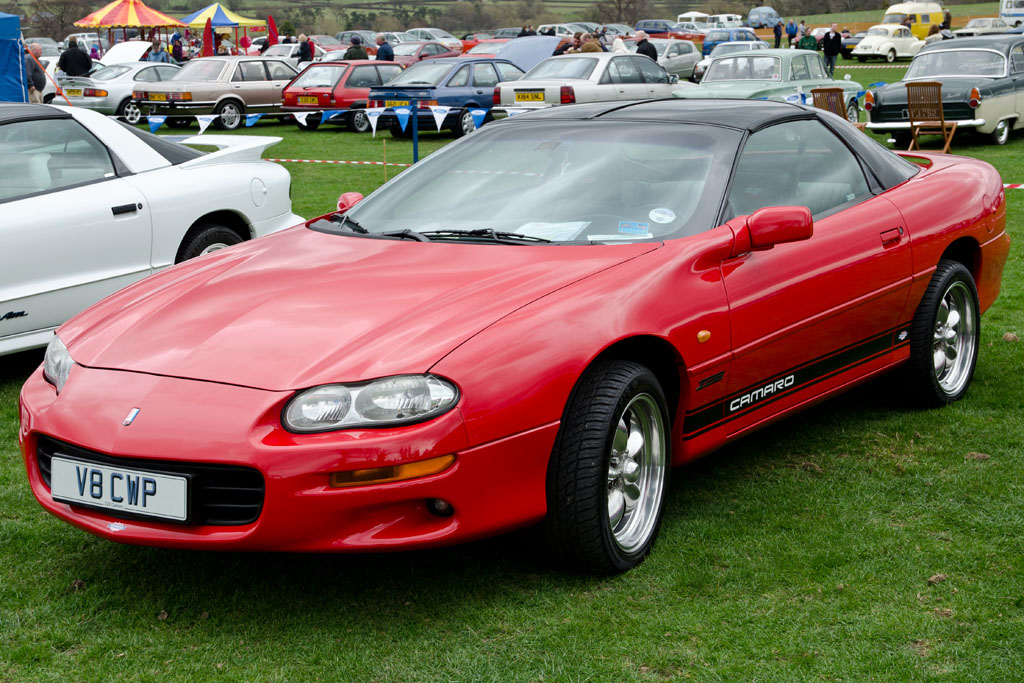
Chevrolet Camaro IV po liftingu

Chevrolet Camaro IV został zaprezentowany po raz pierwszy w 1992 roku. 
Po ponad dekadzie rynkowej obecności poprzednika, czwarta generacja Camaro przyniosła gruntowne odświeżenie formuły, pomimo zachowania dotychczasowej platformy F-body. Samochód utrzymano w nowej, futurystycznej wówczas stylistyce charakteryzującej się smukłym, strzelistym i zaokrąglonym nadwoziem, a także charakterystycznymi, ciemnymi kloszami głęboko osadzonych reflektorów.
Przez pierwszy rok samochód dostępny był wyłącznie jako 3-drzwiowe coupe, z kolei w 1993 roku ofertę uzupełniła odmiana kabriolet produkowana podobnie jak coupe wyłącznie w kanadyjskich zakładach General Motors.

### Lifting
W pierwszej połowie 1997 roku Chevrolet zdecydował się gruntownie zrestylizować Camaro czwartej generacji, czego efektem było przeprojektowanie pasa przedniego i szereg innych zmian w stylistyce zewnętrznej. Pojawiły się zaokrąglone, niżej osadzone reflektory, większy wlot powietrza w zderzaku, a także mniej szpiczasty przód. Ponadto zmieniono także wkłady lamp tylnych i wprowadzono zmiany w wyposażeniu standardowym.
Pod tą postacią Camaro produkowane było przez kolejne 5 lat, po czym 28 sierpnia 2002 roku Chevrolet zdecydował się zakończyć produkcję modelu w kanadyjskich zakładach bez przedstawienia bezpośredniego następcy. Camaro zniknęło z portfolio Chevroleta na kolejne 7 lat.

### Wersje wyposażeniowe
- RS
- Z28

### Silniki
- V6 3.4L L32 160KM
- V6 3.8L L36 193-203KM
- V8 5.7L LT1
- V8 5.7L LT4
- V8 5,7 l LS1

## Piąta generacja

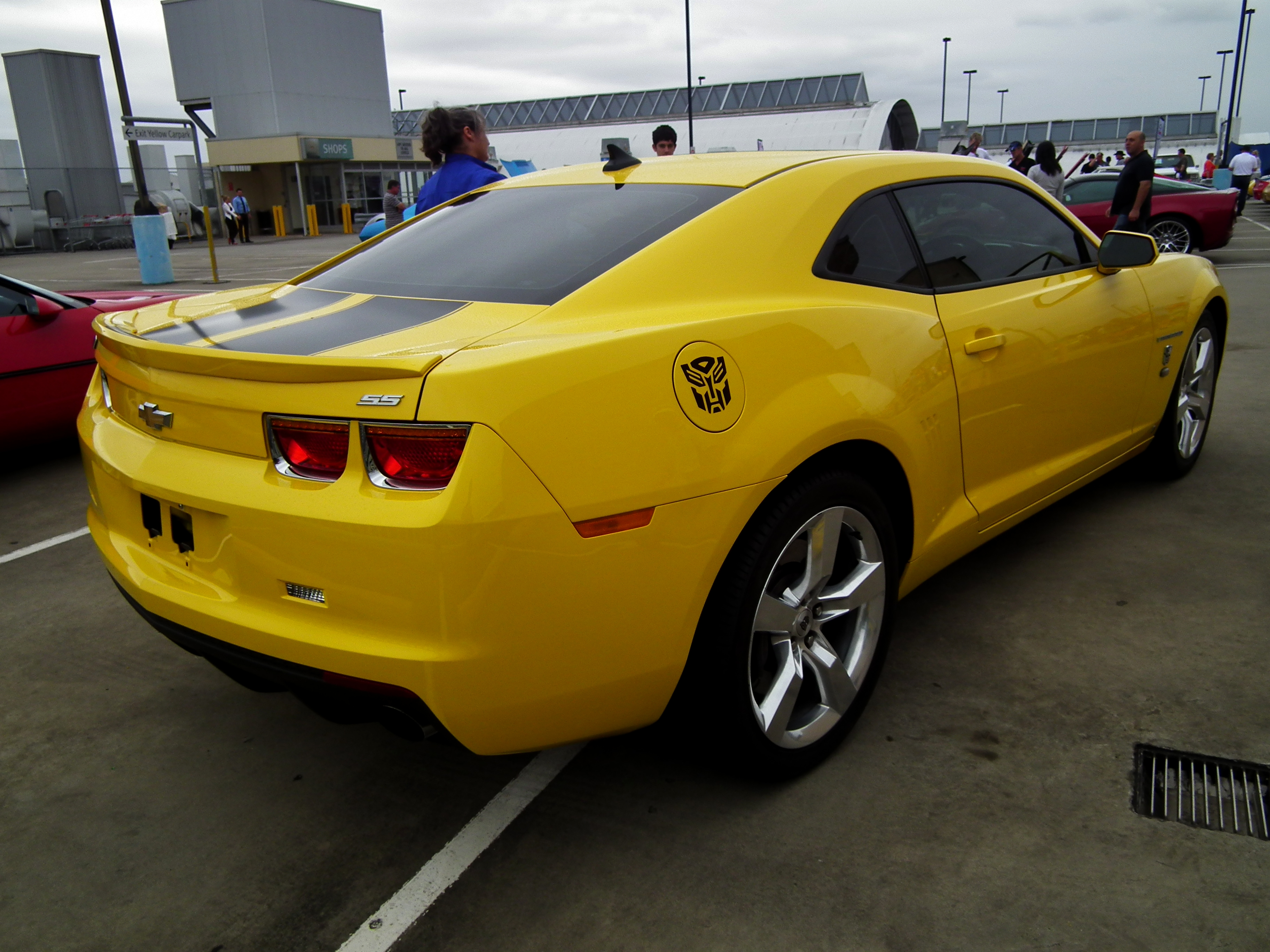
Chevrolet Camaro V SS – tył

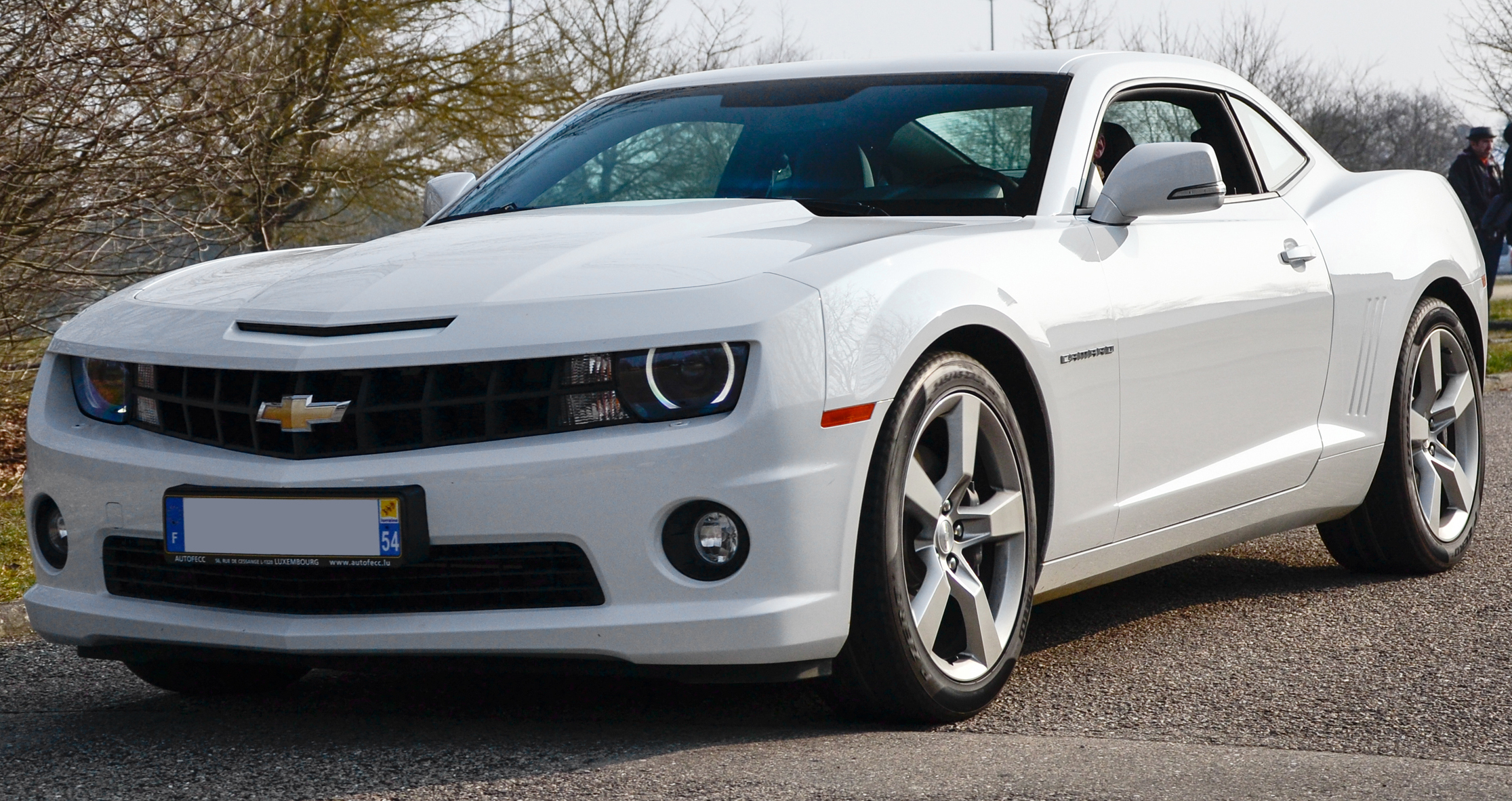
europejski Chevrolet Camaro V

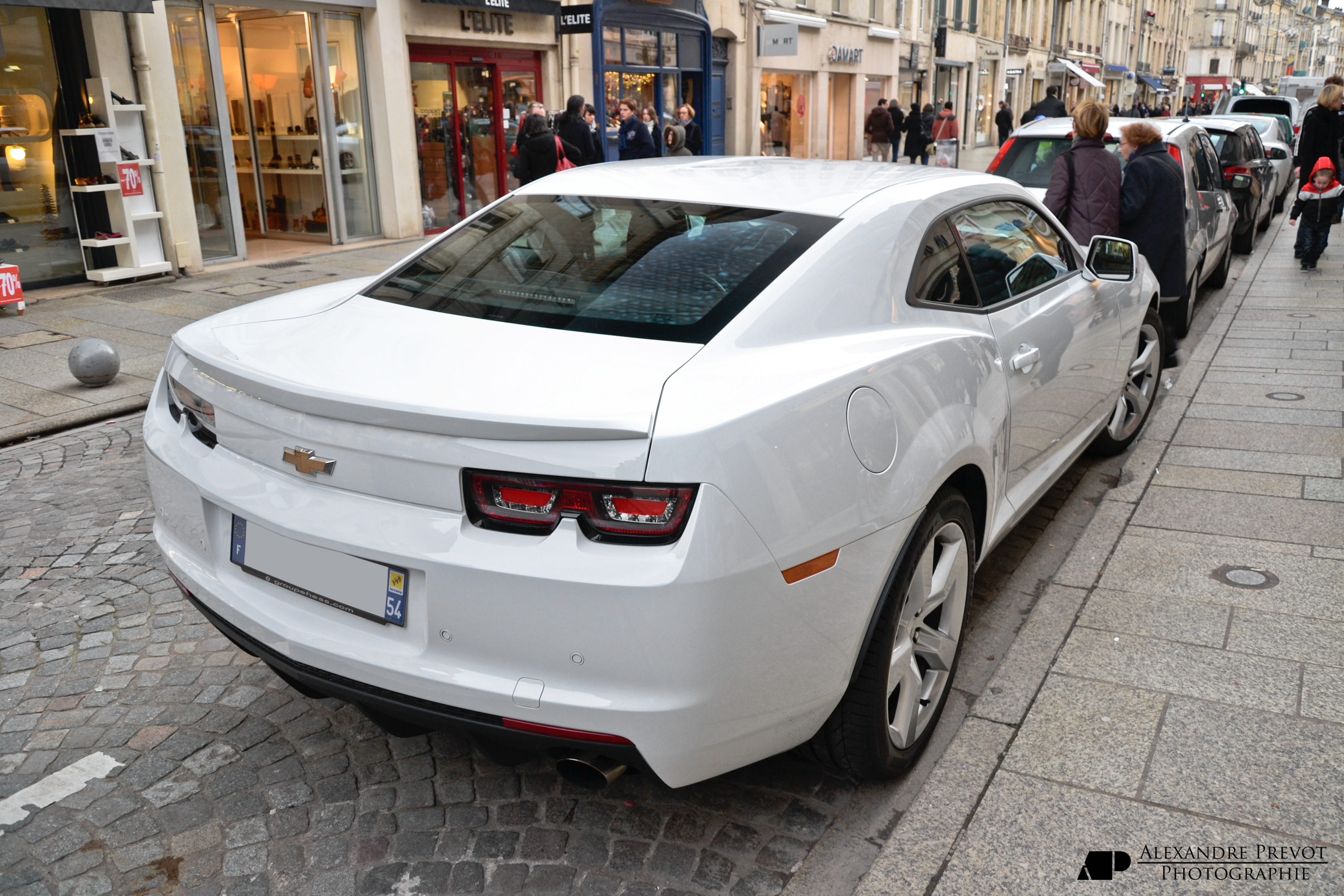
Chevrolet Camaro V – tył po liftingu

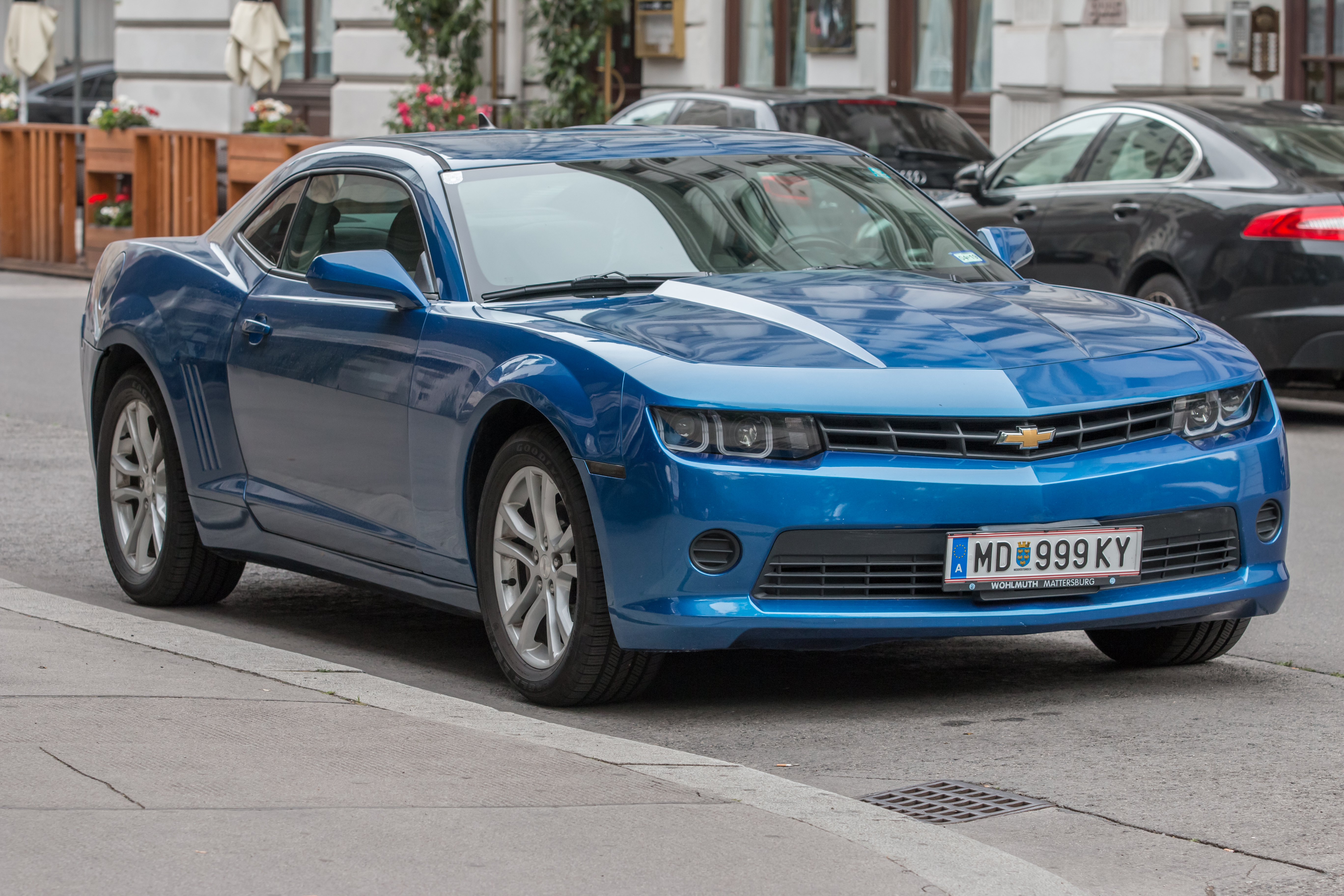
Chevrolet Camaro V po drugim liftingu

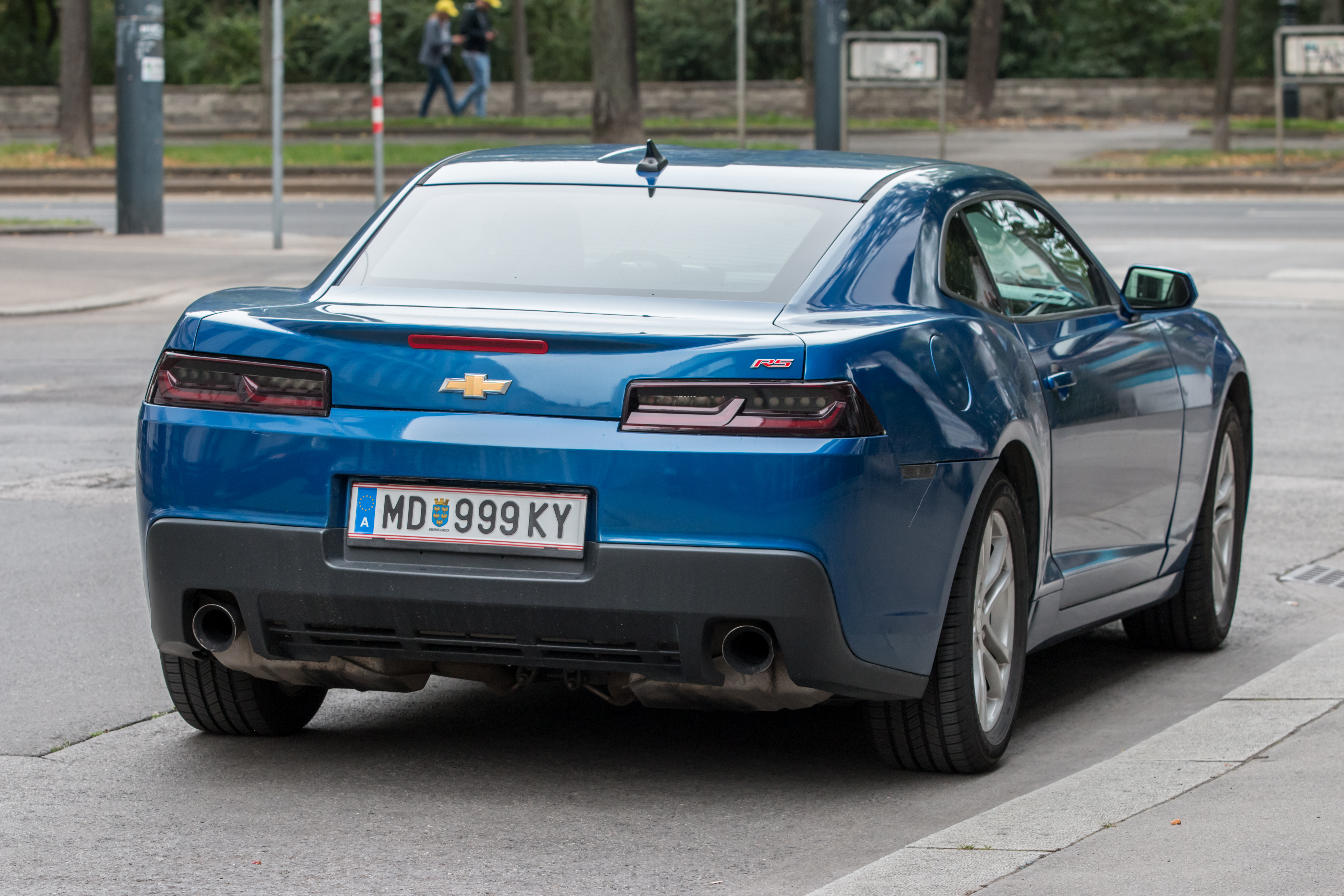
Chevrolet Camaro V – tył po drugim liftingu

Chevrolet Camaro V został zaprezentowany po raz pierwszy w 2008 roku.
Wznowienie produkcji modelu Camaro po przerwie zapowiedziano samochodem koncepcyjnym podczas targów motoryzacyjnych w Detroit 9 stycznia 2006 roku, który był bliski produkcyjnej formie. Jej premierę poprzedziła jeszcze premiera studyjnej zapowiedzi odmiany kabriolet, która odbyła się w styczniu 2007 roku podczas Detroit Auto Show. 
Pierwotnie produkcja seryjnego Camaro piątej generacji miała rozpocząć się w 2008 roku z zaplanowanym początkiem sprzedaży na pierwszy kwartał 2009 roku, jednak ostatecznie plany te opóźniły się. Ostatecznie, oficjalna premiera Chevroleta Camaro w produkcyjnej formie miała miejsce w lipcu 2008 roku jako nowoczesnego konkurenta Dodge'a Challengera i Ford Mustang opartego na nowej platformie GM Zeta.
Pod kątem stylistycznym pojazd został zaprojektowany tak, aby przypominał pierwowzór z lat 60. Nawiązują do niego m.in. linia boczna oraz skrzela tylnych paneli, duża maska w kształcie litery V. W lipcu 2009 roku Chevrolet potwierdził, że Camaro piątej generacji będzie oficjalnie sprzedawane także na rynku europejskim.
W 2011 roku zaprezentowano najmocniejszą wersję Chevroleta Camaro – ZL1. Pojazd wyposażony został w silnik wspomagany kompresorem w układzie V8 o pojemności 6,2 litra i mocy 580 KM oraz 754 Nm maksymalnego momentu obrotowego. Samochód wyróżnia się m.in. przeprojektowanym przednim zderzakiem, maską silnika z dodatkowym „garbem”, spojlerem tylnej klapy oraz tylnym dyfuzorem z czterema końcówkami układu wydechowego.

### Restylizacje
W październiku 2011 roku Chevrolet Camaro V w europejskiej specyfikacji przeszedł drobne zmiany stylistyczne z myślą o lokalnym rynku, w ramach której m.in. tylne klosze lamp zostały ze sobą scalone i utrzymane w całości w technologii LED. Ponadto, zmieniło się też koło kierownicy identyczne z innymi, osobowymi modelami Chevroleta sprzedawanymi wówczas w Europie.
W marcu 2013 roku Camaro piątej generacji przeszło ponowną, tym razem gruntowną restylizację nadwozia. Zmieniono zarówno wygląd przedniej, jak i tylnej części nadwozia. Pojawiły się agresywniej stylizowane, węższe reflektory, które w połączeniu z węższym wlotem powietrza poszerzają optycznie nadwozie Camaro V. Z tyłu pojazdu zastosowano w całości zespolone lampy tylne, a nadwozie stało się bardziej wypukłe. Przy okazji liftingu wzbogacono listę wyposażenia o kolorowy wyświetlacz HUD, kolorowy ekran systemu informacyjnego, sportowe fotele Recaro oraz pakiet Blue Interior Accent Trim z niebieskimi elementami wykończenia.

### ZL1
Podczas Chicago Auto Show 2011 zaprezentowana została pierwsza w historii linii Camaro topowa, wyczynowa odmiana ZL1. Samochód wyposażono w doładowany kompresorem silnik LSA V8 o pojemności 6,1 litra, rozwijając moc 580 KM i moment obrotowy 754 Nm. Do wyboru trafiła zarówno sześciobiegowa manualna skrzynia biegów, jak i przekładnia automatyczna. Ręczna skrzynia biegów zyskała mocniejszy wał wyjściowy, solidniejszą obudowę tylną i dodatkowe łożysko wałeczkowe wału głównego, które zapewniało według deklaracji producenta o 30% większy moment obrotowy niż automatyczna skrzynia biegów stosowana w Camaro SS. Aby poprawić jakość zmiany biegów, na niektórych biegach producent zastosował potrójne pierścienie synchronizujące i zmieniony łącznik. 

### Wersje wyposażeniowe
- LS
- LT
- RS
- SS
- ZL1
- Z28

### Silniki
- V6 3.6L LLT
- V6 3.6L LFX
- V8 5.3L LSX
- V8 6.2L LS3
- V8 6.2L L99
- V8 7.0L LS7

## Szósta generacja

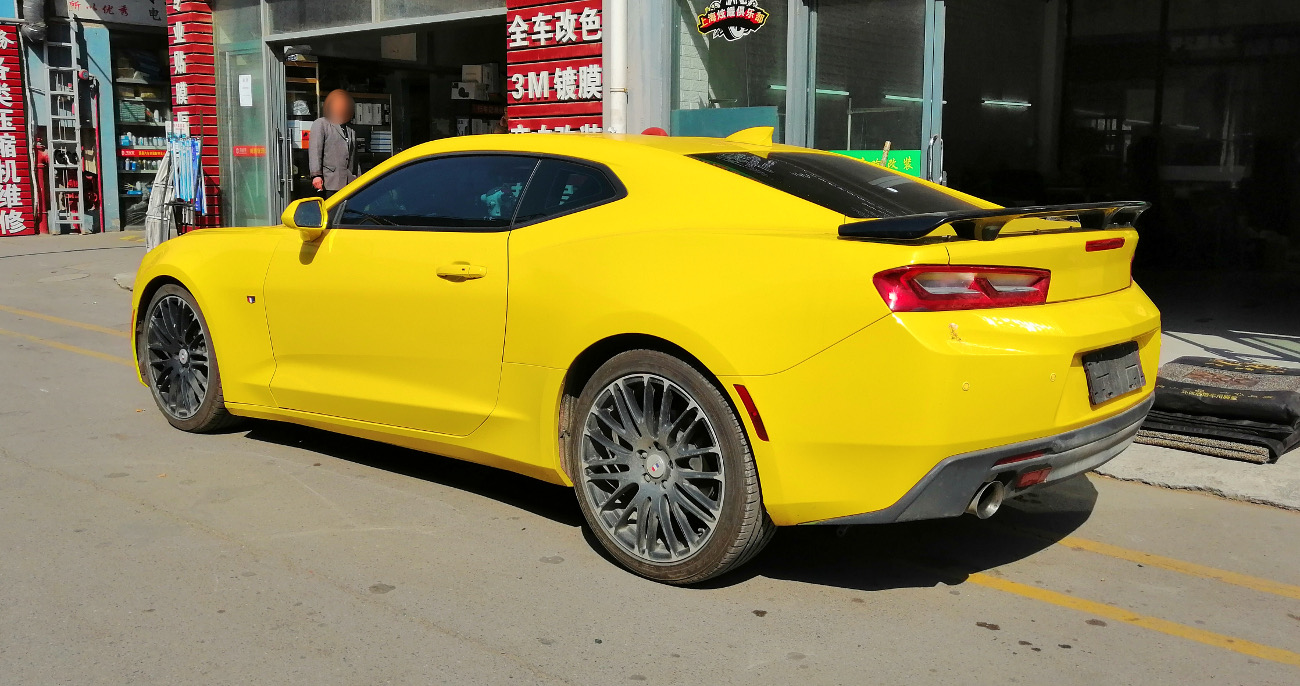
Chevrolet Camaro VI – tył

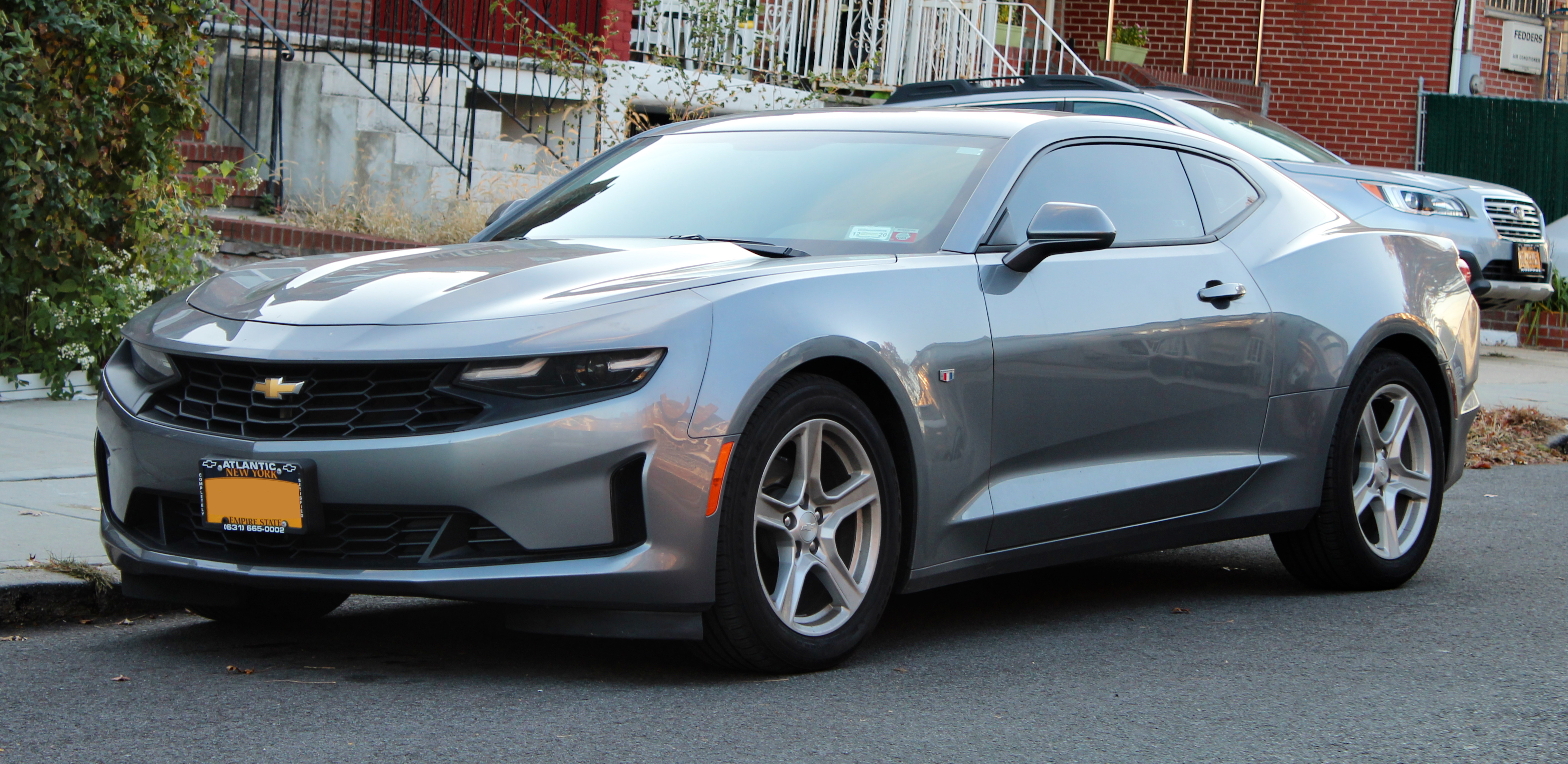
Chevrolet Camaro VI po liftingu

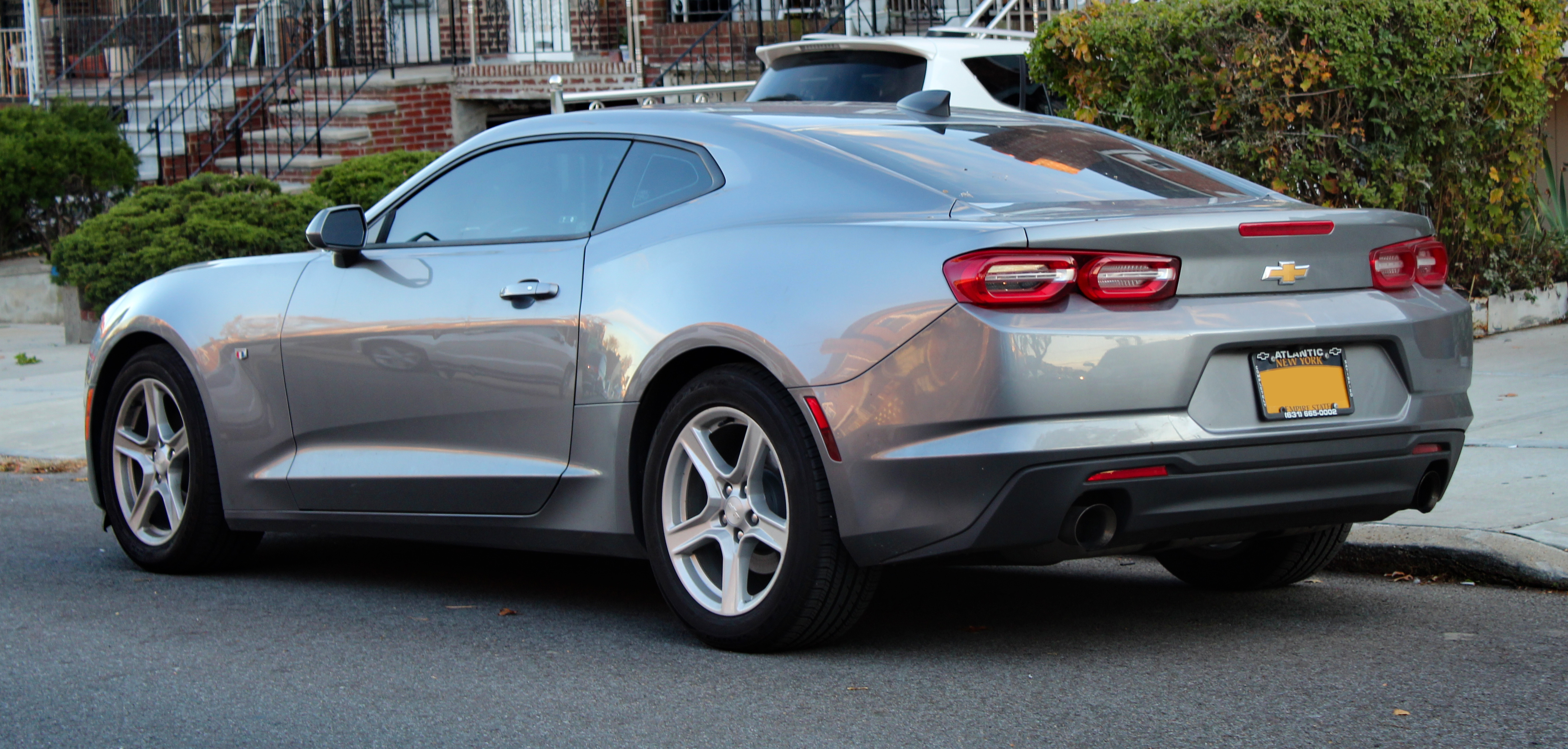
Chevrolet Camaro VI – tył po liftingu

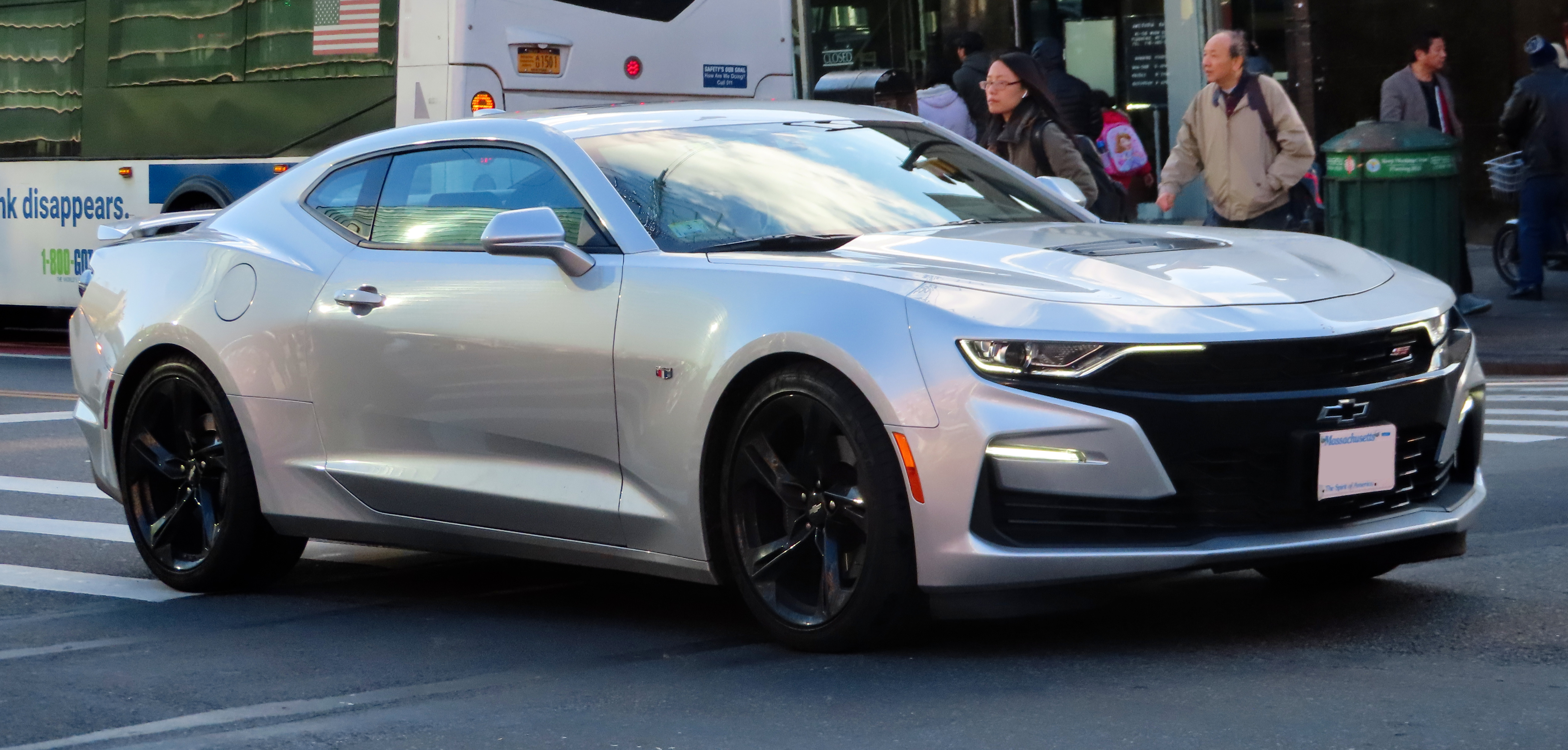
Chevrolet Camaro VI SS po liftingu

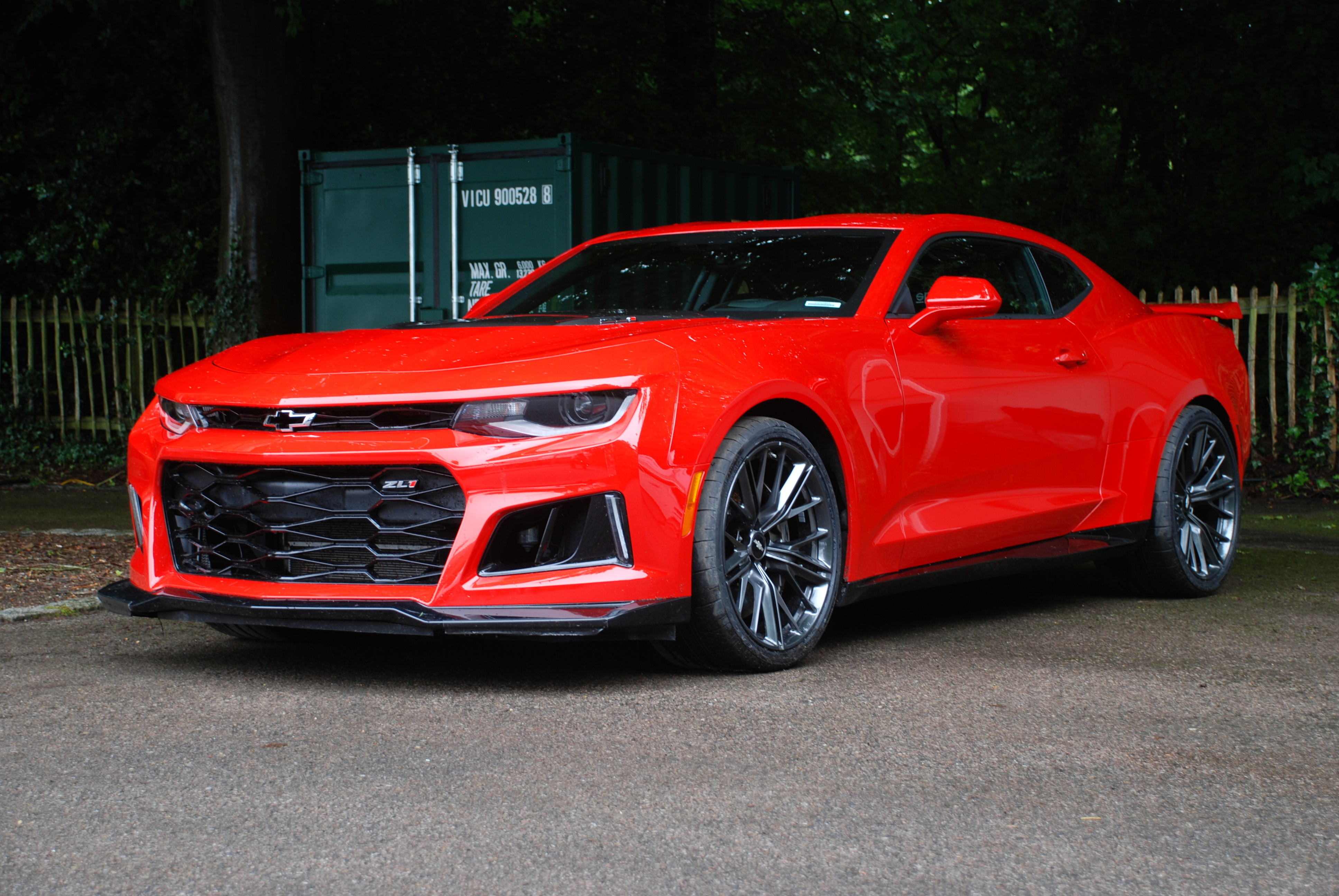
Chevrolet Camaro VI ZL1

Chevrolet Camaro VI został zaprezentowany po raz pierwszy w 2015 roku.
Po 6 latach produkcji, Chevrolet zdecydował się gruntownie odświeżyć Camaro, prezentując zbudowaną od podstaw, jako nową konstrukcję, szóstą generację modelu. Za bazę posłużyła platforma GM Alpha nowej generacji, na której koncern General Motors oparł także podobnej wielkości modele pokrewnego Cadillaka.
Pomimo bycia całkowicie nową konstrukcją, pod kątem wyglądu Camaro szóstej generacji stanowiło rozwinięcie projektu poprzednika, zachowując ewolucyjny zakres zmian. Korekcie uległy proporcje – przód stał się bardziej masywny i wyżej poprowadzony, tył stał się krótszy, za to pas przedni zachował bardziej agresywny kształt. Samochód stał się też nieznacznie węższy, krótszy oraz niższy, a także lżejszy dzięki aluminiowej konstrukcji.
Obszerne zmiany przeszła za to kabina pasażerska, która zyskała awangardowy projekt z charakterystycznymi, nisko umieszczonymi okrągłymi nawiewami i dużym ekranem dotykowym do sterowania systemem multimedialnym.

### Lifting
W kwietniu 2018 roku Chevrolet zaprezentował Camaro szóstej generacji po obszernej restylizacji nadwozia. Tylna część nadwozia zyskała klosze z wyodrębnionymi uwypukleniami w kształcie zaokrąglonych prostokątów, a także inny zderzak. W zależności od wariantu, inny zakres zmian przyjął z kolei pas przedni.
Standardowo pojawił się większy wlot powietrza obejmujący mniejsze, węższe reflektory wykonane w technologii LED. Topowa odmiana SS zyskała z kolei znacznie większą atrapę chłodnicy przedzieloną czarną poprzeczką z logo producenta, a także inny wzór reflektorów.
Po fali krytyki ze strony użytkowników Camaro i entuzjastów modelu w sprawie kontrowersyjnie stylizowanego przodu w odmianie SS, Chevrolet zdecydował się w maju 2019 roku przedstawić model po ponownej modernizacji. Zniknęło czarne malowanie poprzeczki na wlocie powietrza, a znaczek przesunięto wyżej, na atrapę chłodnicy.

### ZL1
Camaro ZL1 kolejnej generacji zostało zaprezentowane w 2017 roku. Topowa, wyczynowa odmiana zyskała  przeprojektowany grill zapewniający zoptymalizowany przepływ powietrza, a także nowy spliter, karbonowy wylot powietrza na masce poprawiający odprowadzanie ciepła z komory silnika oraz poszerzone nadwozie i nowy spojler na tylnej klapie. Do napędu wykorzystano silnik LT4 V8 o pojemności 6,2 litra doładowany kompresorem. Silnik wygenerował moc 650 KM oraz 881 Nm. Moc przekazywana była wyłączanie na tylne koła za pośrednictwem 6-biegowej manualnej skrzyni biegów lub 10-biegowej automatycznej skrzyni zaprojektowanej przez Chevroleta ze współpracy z Fordem o oznaczeniu 10L90.

#### ZL1 1LE
Do bazowego Camaro ZL1 można było dokupić opcjonalny pakiet torowy 1LE. Zawierał się w nim przeprojektowany w tunelu aerodynamicznym tylny spojler, generujący docisk 136 kg przy prędkości 241 km/h. Ponadto zastosowano większy przedni spliter, dodatkowe dokładki aerodynamiczne przy bocznych wlotach na grillu, nowe regulowane amortyzatory zaworów Multimatic, mniejsze 19-calowe koła oraz nowe wyczynowe opony Goodyear Eagle F1 Supercar z mieszanką opracowaną specjalnie dla 1LE. Camaro ZL1 1LE osiągnął czas 7 minut 16 sekund na torze Nürburgring Nordschleife, będąc o 13,6 seukndy szybszym od zwykłego ZL1.

### GT4
Na bazie wersji ZL zbudowano także odmianę do wyścigów serii GT4, Camaro GT4.R. Przez ograniczenia regulaminu zabraniającego stosowania doładowania kompresorem, odmiana GT4 została wyposażona w wolnossący silnik 6,2L V8 LT1 z Camaro SS zamiast doładowanego LT4. Wyposażono go w bezpośredni wtrysk paliwa, wlot z włókna węglowego oraz niestandardowy wałek rozrządu. Silnik rozwinał moc 480 KM, a przeniesienie napędu zapewniała 6-biegowa sekwencyjna skrzynia biegów Xtrack sterowna łopatkami, a wśród innych rozwiązań technicznych znalazł się mechanizm różnicowy Xtrac Salisbury oraz sześciotłoczkowe przednie zaciski hamulcowe Brembo z czterotłoczkowymi zaciskami tylnymi.

### Sprzedaż
Poza rynkiem Ameryki Północnej, Chevrolet Camaro szóstej generacji trafił także do sprzedaży na rynku chińskim. Pomimo wycofania się Chevroleta z europejskiego rynku w 2014 roku, Camaro trafiło także do ograniczonej sprzedaży na wybranych rynkach. Zakończono ją w maju 2019 roku z powodu dłuższego niespełniania unijnych norm emisji spalin.
W październiku 2017 roku australijski oddział General Motors ogłosił, że Camaro szóstej generacji będzie oficjalnie sprzedawane także w Australii i Nowej Zelandii w ramach sieci dealerskiej marki HSV, która zobowiązała się dokonywać konwersji egzemplarzy na potrzeby ruchy lewostronnego. Sprzedaż zakończyła się w tym regionie w kwietniu 2020 roku. 
W połowie grudnia 2023 roku ostatecznie zakończono produkcję modelu bez zapowiedzianego bezpośredniego następcy, ponownie pozostawiając gamę Chevroleta bez Camaro po 15 latach.

### Wersje wyposażeniowe
- LE
- LT
- SS
- RS
- ZL1
- Z28

### Silniki
- R4 2.0T
- V6 3.6L
- V8 6.2L LT1
- V8 6.2L LT4